# Amal Ramsis
Amal Ramsis (Alejandría, Egipto, 1972) es una abogada, directora y guionista de cine egipcia.

## Actividad profesional
En 1992 en Egpto fue una de las fundadoras del Centro de Estudios de Mujeres “Maan” (Juntas), que tiene como objetivo estudiar la historia y situación de las mujeres así como los medios para empoderarlas, en especial a aquellas que trabajan. Al año siguiente se graduó de abogada en la Facultad de Derecho de El Cairo y ejerció su profesión durante tres años. Con un subsidio otorgado por el gobierno de España estudió en la Escuela de Cine Séptima Ars de Madrid entre 2002 y 2005, en que se graduó. Al mismo tiempo comenzó a escribir artículos en revistas y periódicos, entre ellos el boletín del Comité de Solidaridad con la Causa Árabe (CSCA).
A partir de 2008 organizó la Caravana de Cine Árabe e Iberoamericano de Mujeres o 'Entre Cineastas' que más adelante originó el Festival Internacional de Cine de Mujeres de El Cairo de la que fue directora. Se trata del primero en su clase de la región árabe, no tiene apoyo de ninguna entidad estatal y según Ramsis, “uno de los propósitos al crearlo fue presentar una imagen real de la mujer árabe, más allá de los estereotipos mostrados habitualmente en los medios occidentales.” .
En 2009 fue premiada con el subsidio anual para las artes y la literatura por la Fundación Euroárabe de Altos Estudios de Granada. En 2013, en el marco del XI Festival de Cine y Derechos Humanos realizado en San Sebastián encabezó el taller de Edición de video Un minuto titulado ‘Mi Generación’ dirigido a mujeres no profesionales en el campo audiovisual con el objetivo de proporcionales los conocimientos básicos para saber crear cortometrajes de un minuto de extensión sobre el tema “Mi Generación”.
Después de iniciarse en la dirección de cine con varios cortometrajes, en 2011 dirigió Forbidden, un primer largometraje que recibió varios premios. Ramsis fue recogiendo material desde tres meses antes de la revolución del 25 de enero de 2011 en Egipto en las calles de El Cairo filmando a escondidas así como en casas de amigos, sobre las prohibiciones vigentes en la sociedad egipcia en la vida cotidiana. La película fue exhibida, en el Festival de Cine del Milenio de Bruselas y en el Festival de Cine Árabe de Berlín, entre otros lugares.
En 2015 dirigió Athar Al Farasha o The Trace of the Butterfly, referida a la historia de personas que se cruzan con nuestras vidas y se van, pero después de un tiempo descubrimos que no solamente influyeron en el curso de nuestras vidas sino, incluso, pueden llegar a cambiar la perspectiva de todo un país. La película fue exhibida en el Festival de Cine de Estambul, en el Festival de Cine CINEQUEST en California, en el Her Africa Film Festival y en el Festival de Cine Africano IAWRT.
Su filme You Come from Far Away participó de la edición n° 12 de Documentarista, el único festival de Cine documental independiente de Turquía que se realizó en Estambul con el patrocinio de los consulados de Dinamarca, Países Bajos, Suiza, Suecia y República Checa así como de la organización European Endowment for Democracy, Instituto Goethe y otras entidades entre el 15 y el 20 de junio de 2019.
La película trata sobre Najati Sidqi (1905-1979) y su familia. Sidqi fue un sindicalista comunista nacido en Palestina, escritor y traductor que hablaba con fluidez español, ruso y francés además de su lengua materna, que durante la Guerra Civil Española estuvo en España y escribió acerca del conflicto en periódicos árabes y españoles.

## Filmografía
Amal Ramsis trabajó en los siguientes filmes documentales:
Directora
- You Come From Far Away (2018)
- Athar Al Farasha o The Trace of the Butterfly (2015)
- Forbidden (2011)
- Life (cortometraje, 2009)
- Solo sueños (cortometraje, 2005)
- Beirut Is on the Seaside  (cortometraje, 2001),

Guionista
- You Come From Far Away (2018)
- Athar Al Farasha (2015)
- Solo sueños (cortometraje, 2005)

Editora
- You Come From Far Away (2018)
- Athar Al Farasha (2015)
- Solo sueños (cortometraje, 2005)

Directora de fotografía
- Athar Al Farasha (2015)
- Solo sueños (cortometraje, 2005)

Coproductora
- Athar Al Farasha (2015)

También dirigió los cortometrajes Silence y Plateau.

## Premios
Fue galardonada con los siguientes premios:
Por el filme Forbidden (2011)
- Premio a la Mejor Película en el Festival de Cine político realizado por Mujeres de Madrid en diciembre de 2011.
- Premio al Mejor Documental en el Festival Internacional de Cine Pobre.
- Premio del Público al Mejor Filme Documental en Drac Magic en mayo de 2011.
- Premio a la Mejor Película en Festival de Cine Árabe de  Róterdam en septiembre de 2011.
- Premio al Mejor Filme por los derechos humanos en el Festival Internacional de Cine Invisible "Film Sozialak" Bilbao en septiembre de 2011.[9]

Por el filme The Trace of the Butterfly (2015)
- Premio del Público en el Festival Internacional de Cine de Mujeres de Dortmund/Cologne.[10][11][12]

Por el filme You Come from Far Away
Festival de Cine de Cartago de 2018
- Ganadora del Premio Tanit d'Argent	a la Mejor Película Documental.

Festival Internacional de Documentales y Cortometrajes de Ismailía, 21° edición de 2019.
- Ganadora del Premio al Mejor Largometraje Documental otorgado por la Federación Africana.
- Ganadora del Premio de la Federación Internacional de Críticos de Cine..[13]